# Akiva Govrin
Akiva Govrin (hebrejsky: עקיבא גוברין, žil 12. srpna 1902 – 26. června 1980) byl izraelský politik a poslanec Knesetu za strany Mapaj, Ma'arach, Izraelská strana práce a opět Ma'arach.

## Biografie
Narodil se v regionu Podolí v tehdejší Ruské říši (dnes převážně na území Ukrajiny). Získal středoškolské vzdělání. V roce 1922 přesídlil do dnešního Izraele. Pracoval v Haifském přístavu a ve stavebnictví v Jeruzalému.

## Politická dráha
Patřil mezi zakladatele hnutí he-Chaluc na Ukrajině. V Jeruzalému zakládal místní zaměstnaneckou radu. Byl členem akčního výboru odborové centrály Histadrut od roku 1925, kde v letech 1943–1949 předsedal oddělení pro odbory.
V izraelském parlamentu zasedl poprvé už po volbách v roce 1949, do kterých šel za formaci Mapaj. Byl členem výboru práce, předsedal výboru pro procedurální pravidla a společnému výboru pro přistěhovalecké tábory. Za Mapaj byl zvolen i ve volbách v roce 1951. Předsedal výboru práce a byl členem výboru pro ekonomické záležitosti. Opětovně byl zvolen ve volbách v roce 1955 za Mapaj. Předsedal výboru práce. Za Mapaj uspěl i ve volbách v roce 1959. Nadále předsedal výboru práce a byl členem výboru pro zahraniční záležitosti a obranu. Znovu se v Knesetu objevil po volbách v roce 1961, kdy kandidoval opět za Mapaj. Stal se opět předsedou parlamentního výboru práce. Opětovně byl zvolen ve volbách v roce 1965, nyní na kandidátce formace Ma'arach. V průběhu volebního období dočasně přešel s celou stranou do poslaneckého klubu Strany práce, aby se pak vrátil k názvu Ma'arach. Byl členem parlamentního výboru pro zahraniční záležitosti a obranu. Ve volbách v roce 1969 poslanecký mandát neobhájil.
Zastával i vládní post. V letech 1964–1966 byl ministrem turismu. Předtím v letech 1963–1964 ministrem bez portfeje.